# جون سيموند
جون سيموند (بالإنجليزية: John Symond)‏ (مواليد 17 أغسطس 1947)، أسترالي من أصل لبناني ورجل تمويل مؤسس شركة أوسي. أحد سبعة أبناء لأب لبناني كان تاجر خضار في بريسبين. غير أكثر من 11 مدرسة. درس القانون وعمل بشركة محاماة متخصصا بالعقارات والتمويل. في الثمانينات، أسس شركة خدمات مالية لبمتخصصة بإيجاد ممولين للشركات الصغيرة. وفي نهاية الثمانينات، وصل شفير الإفلاس مما جعله ينشيء شركة تقدم خدمات مميزة لكل أسترالي، والتي أصبحت فلسفة الأوسي، وسبب نجاحها.
له ولد وبنت، «ستيفن» و«ديبوره». له علاقات في شركات معددة مثل «مستشفى سيدني للأطفال»، و «جينز للجينات» و«مؤسسة أبحاث طب الأطفال» و«رفاق سانت فنسنت الخاصة».